# Тенеи
Тенеи (天永) је јапанска ера (ненко) која је настала после Тенин и пре Еикју ере. Временски је трајала од јула 1110. до јула 1113. године и припадала је Хејан периоду. Владајући монарх био је цар Тоба.

## Важнији догађаји Тенеи ере
- 1109. (Тенеи 1, пети месец): Цар Тоба посећује храм Хоншо-џи где поклања рукописну књигу будистичке тематике украшену карактерима златне боје на плавом папиру.[3]
- 1110. (Тенеи 1, шести месец): Храм Мидера-џи је спаљен. Ово је други пут да храм страда у пожару који се први пут десио 1081. године.[4]